# Lake Alpine
Le Lake Alpine est un réservoir dans le comté d'Alpine, en Californie, formé par le barrage Alpine sur le Silver Creek. Il est situé à l'est de la Bear Valley dans la chaîne de la Sierra Nevada. Il siège à 2 227 m d'altitude et est un endroit populaire pour les activités de plein air, comme la navigation de plaisance et la randonnée en été, ainsi que la motoneige et le ski en hiver, même s'il peut parfois être inaccessible en raison de la neige. La California State Route 4 passe au nord du lac Alpine entre Bear Valley et le Pacific Grade Summit.